# Ziya Gökalp

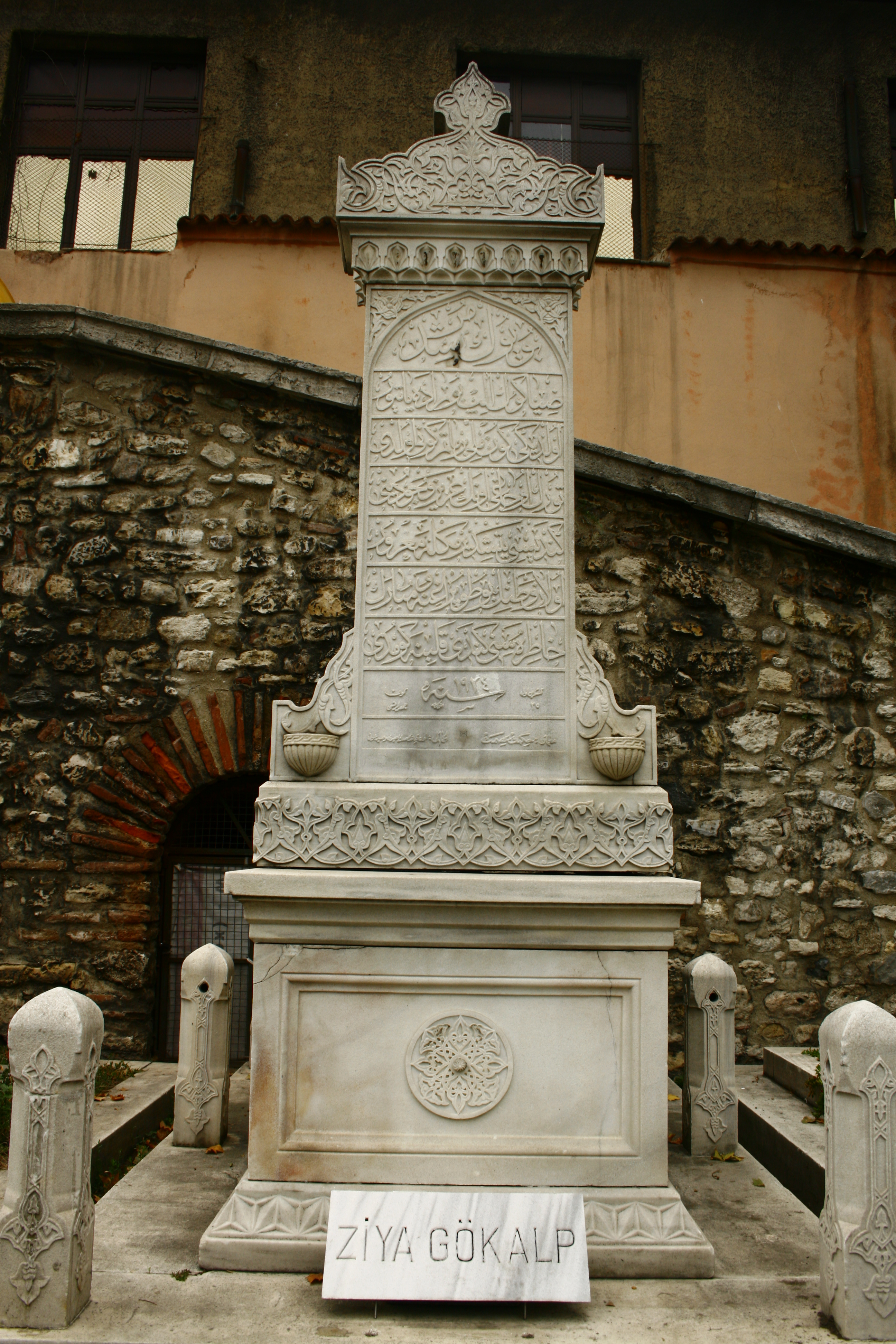
Het graf van Ziya Gökalp in Istanbul

Mehmed Ziya Gökalp of Zia Gök Alp (Diyarbakir, 23 maart 1876 – Istanboel, 25 oktober 1924) was een beroemd Turks socioloog. Ziya Gökalp heeft de beweging van De Jonge Turken en het Comité voor Eenheid en Vooruitgang sterk beïnvloed.
Ziya Gökalp bestreed de autocratie van sultan Abdulhamid II en werd lid van het Comité voor Eenheid en Vooruitgang (CUP). Al op jonge leeftijd was hij actief in een cel van de CUP in zijn geboortestad Diyarbakir. Hij werd spoedig haar voornaamste ideoloog en lid van het Centraal Comité. Gökalp staat bekend als een militant voorstander van pan-Turkse ideeën en streefde naar de vereniging van de in Rusland wonende Turkse volkeren (de Centraal-Aziatische volkeren, met uitzondering van de Iraniërs en de Tadzjieken) met het Ottomaanse Rijk. 
In 1908 kwam het CUP na een revolutie aan de macht en werd het Ottomaanse Rijk een constitutionele monarchie, met vrijheid van godsdienst en een liberale wetgeving. De volkeren binnen het Ottomaanse Rijk werden voor de wet gelijkwaardig. In 1913 kwam aan deze periode een einde en werd het Ottomaanse Rijk een militaire dictatuur onder de militaire vleugel van de CUP. Er kwam een driemanschap bestaande uit Enver Pasja, Talaat Pasja en Djemal Pasja. De eerste twee waren sterk beïnvloed door Gökalp's pan-Turkse ideeën. Talaat was zelfs een leerling van Gökalp. Tijdens de Eerste Wereldoorlog sloot het Ottomaanse Rijk zich aan bij de Centrale mogendheden en trachtte Centraal-Azië te veroveren om het zo te herenigen met het Ottomaanse Rijk. Dit lukte even in 1918 toen generaal Jafar Pasja en luitenant-generaal Nuri Pasja het aan de Turken verwante Azerbeidzjan bezette. In oktober 1918 sloot het Rijk echter een wapenstilstand met de Entente, waardoor de oorlog werd beëindigd en het driemanschap naar het buitenland vluchtte.
Ziya Gökalp sloot zich na de Eerste Wereldoorlog aan bij de aanhangers van het kemalisme, dat wil zeggen bij generaal Mustafa Kemal Atatürk (1919). De kemalisten of nationalisten wisten met wapengeweld te voorkomen dat Anatolië (het huidige Aziatische deel van Turkije) in handen viel van de Armeniërs en de Grieken. Dit leidde echter wel tot het verdrijven van de Griekse bewoners van West-Anatolië en de Armeniërs in Noord-Oost-Anatolië. Ziya Gökalp werd lid van de Nationale Vergadering, waarin de kemalisten en nationalisten zich hadden verenigd. 
Het pan-Turkisme of Turanisme van Ziya Gökalp heeft de Grijze Wolven beïnvloed, maar ook Öcalan, de koerdische voormalige PKK leider. Zijn ideeën zijn vandaag de dag weer actueel in Turkije, omdat met het uiteenvallen van de Sovjet-Unie in 1991 een klein aantal Turkse nationalisten wil proberen om de pan-Turkse volkeren in Centraal-Azië met Turkije te verenigen.